# Цијанид
[[Image:Cyanide-montage.png|thumb|right|150px|Цијанидни јон, CN−.
Са врха:

1. Структура веза

2. Просторни модел

3. Површина електростатичког потенцијала

4. „Слободни пар угљеника“ 
Цијаниди су соли и друга једињења цијановодоничне киселине (HCN). У органској хемији цијаниди се описују општом формулом R-C≡N. Име цијанид потиче од грчке речи κυανός (плав), и односи се на једињење гвожђе(III)хексацијаноферат(II) (пруско плаво), који је веома постојан пигмент плаве боје.

## Особине
Цијанидне соли садрже цијанид-анјон , а органски цијаниди функционалну групу -C≡N. Цијаниди растворљиви у води се делом хидролизују на влажном ваздуху и прелазе у цијановодоничну киселину.

### Једноставна једињења
Све алкалне и земноалкалне соли цијанида су углавном лако растворљиве у води, попут калијумцијанида (цијанкалијум). Реакција ове соли са стомачном киселином може се описати једначином:
Цијанкалијум је важан састојак галванских раствора.

### Комплексна једињења
Цијанидни-анјон је веома реактиван и гради стабилне везе са другим металима, попут гвожђа. У много случајева, реакцијом настаје нови анјон који се састоји од једног дела метала и обично 4 или 6 делова цијанида. Метал се налази у центру оваквог једињења, окружен цијано-групама (на пример: [Fe(CN)6]4-). Овакви спојеви спадају у ред комплексних једињења. Они могу да граде соли са катјонима (на пример: K4[Fe(CN)6], калијумхексацијаноферат(II) ). У многим комплексним једињењима, цијанид је тако јако везан, да губи своју реактивност, на пример цијановодонична киселина се неутралише пажљивим додавањем вруће разблажене сумпорне киселине. Концентрована сумпорна киселина не постиже овај ефекат.

## Отровност
Многа једињења цијанида су веома отровна, али многа нису. Пруско плаво, са приближном формулом Fe7(CN)18 се користи за штампарство и као противотров код тровања талијумом и цезијумом 137. Најопаснији цијаниди су цијановодонична киселина (HCN) и њене соли, попут калијумцијанида (KCN) и натријумцијанида (NaCN).
Механизам тровања цијанидом постиже се инхибицијом ензима цитохром це оксидазе у ћелијском транспортном ланцу електрона (ћелијско дисање). Противотрови: 4-диметиламинофенол-хидрохлорид, натријумтиосулфат, витамин бе 12, амилнитрит.
Цијаниди су често коришћени као отрови у историји. Најпознатија је њихова примена у масовним нацистичким убиствима током Холокауста. Овај отров је кориштен за убиство Распућина, и при самоубиству Адолфа Хитлера и његових сарадника. Као и у самоубиству хашког оптуженика Слободана Праљка.